# Walerian Arabczyk
Walerian Arabczyk (ur. 8 czerwca 1944 w Poźniakowszczyźnie) – polski chemik, profesor nauk technicznych, profesor zwyczajny Zachodniopomorskiego Uniwersytetu Technologicznego, były prorektor Politechniki Szczecińskiej, członek Zespołu Interdyscyplinarnego do Spraw Działalności Wspomagającej Badania w zakresie Wydawnictw Naukowych Ministerstwa Nauki i Szkolnictwa Wyższego.

## Życiorys
Studia na kierunku technologia chemiczna ukończył w 1969 roku na Politechnice Szczecińskiej. Stopień doktora nauk chemicznych uzyskał 1 września 1978 roku na Uniwersytecie Technicznym w Dreźnie, a doktora habilitowanego nauk chemicznych – 1 lutego 1987 roku tamże. Tytuł profesora nauk technicznych otrzymał 4 listopada 1999 roku. Był kierownikiem Zakładu Nowych Materiałów i Katalizy w Instytucie Technologii Chemicznej Nieorganicznej i Inżynierii Środowiska na Zachodniopomorskim Uniwersytecie Technologicznym.

## Odznaczenia
- Złoty Krzyż Zasługi (1993)[3]